# Rallye de Bulgarie 2010
Le Rallye de Bulgarie 2010 est le 7e rallye du Championnat du monde des rallyes 2010.

## Résultats

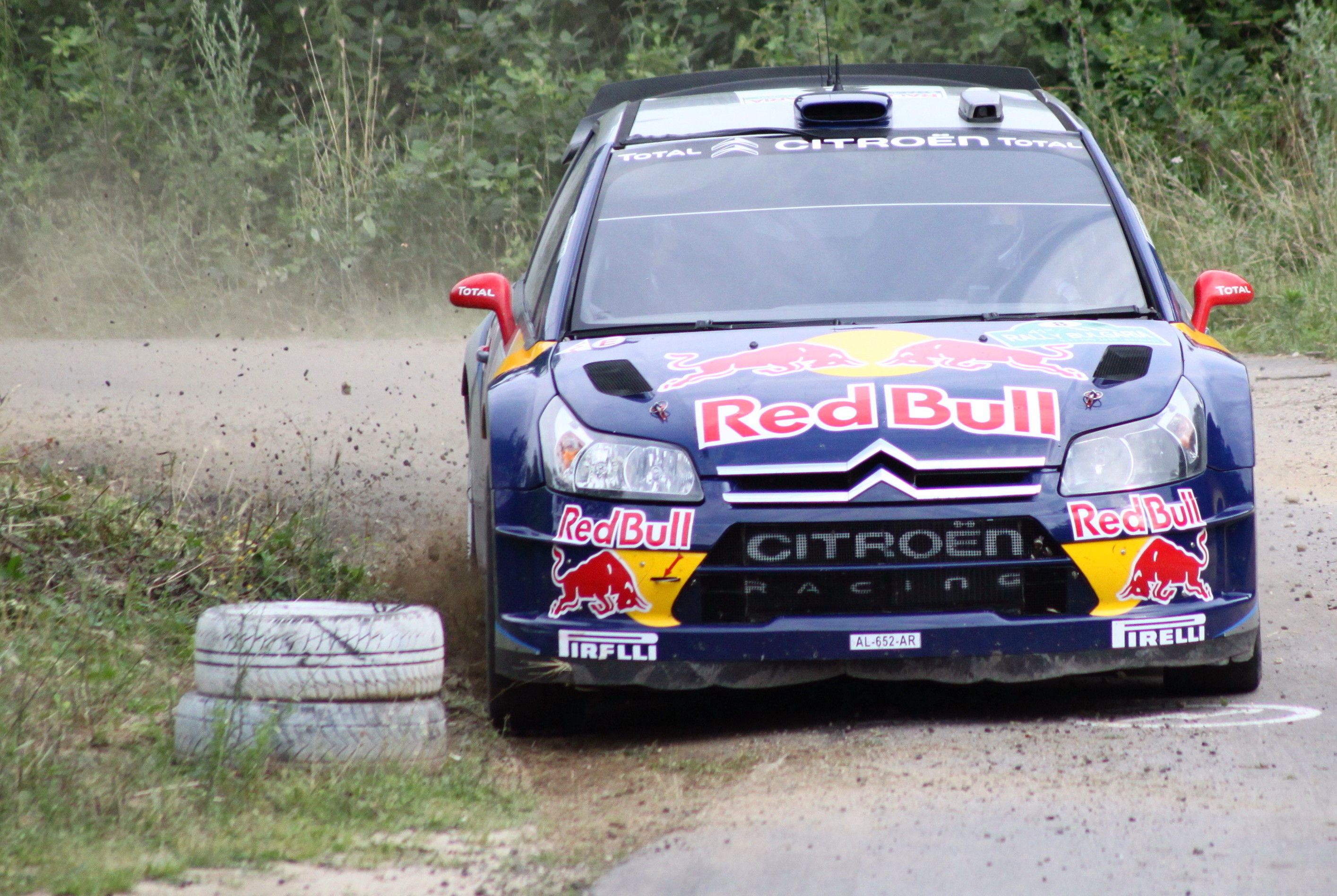
Kimi Raikkonen pendant le rallye

Le rallye est remporté par le Français Sébastien Loeb. Suivi au classement par Daniel Sordo, Petter Solberg et Sébastien Ogier, les 4 pilotes permettent à Citroën Racing d'obtenir un quadruplé sur cette course, chose inédite depuis le Safari Rally 1993 où Toyota avait réussi la même performance.
| Rang              | Pilote               | Copilote          | Numéro            | Voiture              | Écurie                    | Temps             | Écart             | Points            |
| Toutes catégories | Toutes catégories    | Toutes catégories | Toutes catégories | Toutes catégories    | Toutes catégories         | Toutes catégories | Toutes catégories | Toutes catégories |
| ----------------- | -------------------- | ----------------- | ----------------- | -------------------- | ------------------------- | ----------------- | ----------------- | ----------------- |
| 1.                | Sébastien Loeb       | Daniel Elena      | 1                 | Citroën C4 WRC       | Citroën Total WRT         | 3 h 02 min 39 s 2 |                   | 25                |
| 2.                | Dani Sordo           | Marc Martí        | 2                 | Citroën C4 WRC       | Citroën Total WRT         | 3 h 03 min 08 s 7 | 29 s 5            | 18                |
| 3.                | Petter Solberg       | Phil Mills        | 11                | Citroën C4 WRC       | Petter Solberg WRT        | 3 h 03 min 15 s 5 | 36 s 3            | 15                |
| 4.                | Sébastien Ogier      | Julien Ingrassia  | 7                 | Citroën C4 WRC       | Citroën Junior Team       | 3 h 04 min 34 s 2 | 1 min 55 s 0      | 12                |
| 5.                | Mikko Hirvonen       | Jarmo Lehtinen    | 3                 | Ford Focus RS WRC 09 | BP Ford Abu Dhabi WRT     | 3 h 05 min 57 s 0 | 3 min 17 s 8      | 10                |
| 6.                | Jari-Matti Latvala   | Miikka Anttila    | 4                 | Ford Focus RS WRC 09 | BP Ford Abu Dhabi WRT     | 3 h 07 min 07 s 7 | 4 min 28 s 5      | 8                 |
| 7.                | Per-Gunnar Andersson | Jonas Andersson   | 6                 | Ford Focus RS WRC 08 | M-Sport Stobart Ford WRT  | 3 h 08 min 04 s 4 | 5 min 25 s 2      | 6                 |
| 8.                | Frigyes Turán        | Gábor Zsiros      | 41                | Peugeot 307 WRC      | Synergon Turán Motorsport | 3 h 09 min 43 s 2 | 7 min 04 s 0      | 4                 |
| 9.                | Matthew Wilson       | Scott Martin      | 5                 | Ford Focus RS WRC 08 | M-Sport Stobart Ford WRT  | 3 h 12 min 07 s 8 | 9 min 28 s 6      | 2                 |
| 10.               | Henning Solberg      | Ilka Minor        | 12                | Ford Fiesta S2000    | M-Sport Stobart Ford WRT  | 3 h 15 min 45 s 2 | 13 min 06 s 0     | 1                 |

## Spéciales chronométrées
| Étape          | Spéciale | Heure   | Nom             | Distance | Vainqueur        | Temps            | Leader         |
| -------------- | -------- | ------- | --------------- | -------- | ---------------- | ---------------- | -------------- |
| 1 (9 juillet)  | SS1      | 09 h 05 | Batak Lake 1    | 31,79 km | Sébastien Loeb   | 17 min 33 s 8    | Sébastien Loeb |
| 1 (9 juillet)  | SS2      | 10 h 38 | Belmeken Lake 1 | 27,57 km | Sébastien Loeb   | 15 min 08 s 5    | Sébastien Loeb |
| 1 (9 juillet)  | SS3      | 13 h 37 | Batak Lake 2    | 31,79 km | Sébastien Loeb   | 17 min 35 s 2    | Sébastien Loeb |
| 1 (9 juillet)  | SS4      | 11 h 16 | Belmeken Lake 2 | 27,57 km | Sébastien Loeb   | 15 min 09 s 2    | Sébastien Loeb |
| 2 (10 juillet) | SS5      | 06 h 43 | Sestrimo 1      | 27,46 km | Sébastien Loeb   | 16 min 27 s 4    | Sébastien Loeb |
| 2 (10 juillet) | SS6      | 08 h 36 | Peshtera 1      | 18,08 km | Daniel Sordo     | 10 min 23 s 6    | Sébastien Loeb |
| 2 (10 juillet) | SS7      | 09 h 54 | Lyubnitsa 1     | 24,80 km | Spéciale annulée | Spéciale annulée | Sébastien Loeb |
| 2 (10 juillet) | SS8      | 12 h 22 | Sestrimo 2      | 27,46 km | Petter Solberg   | 16 min 19 s 5    | Sébastien Loeb |
| 2 (10 juillet) | SS9      | 14 h 15 | Peshtera 2      | 18,08 km | Petter Solberg   | 10 min 24 s 2    | Sébastien Loeb |
| 2 (10 juillet) | SS10     | 15 h 33 | Lyubnitsa 2     | 24,80 km | Petter Solberg   | 13 min 32 s 8    | Sébastien Loeb |
| 3 (11 juillet) | SS11     | 07 h 46 | Muhovo 1        | 29,39 km | Petter Solberg   | 15 min 29 s 7    | Sébastien Loeb |
| 3 (11 juillet) | SS12     | 08 h 28 | Slavovitsa 1    | 17,70 km | Daniel Sordo     | 9 min 23 s 2     | Sébastien Loeb |
| 3 (11 juillet) | SS13     | 10 h 52 | Muhovo 2        | 29,39 km | Petter Solberg   | 15 min 22 s 7    | Sébastien Loeb |
| 3 (11 juillet) | SS14     | 11 h 34 | Slavovitsa 2    | 17,70 km | Sébastien Ogier  | 9 min 17 s 4     | Sébastien Loeb |

## Classements au championnat après l'épreuve

### Classement des pilotes
| Classement pilotes | Classement pilotes   | Classement pilotes | Classement pilotes | Classement pilotes | Classement pilotes | Classement pilotes | Classement pilotes | Classement pilotes | Classement pilotes | Classement pilotes | Classement pilotes | Classement pilotes | Classement pilotes | Classement pilotes | Classement pilotes |
| Rang               | Pilote               | Rallyes            | Rallyes            | Rallyes            | Rallyes            | Rallyes            | Rallyes            | Rallyes            | Rallyes            | Rallyes            | Rallyes            | Rallyes            | Rallyes            | Rallyes            | Total points       |
| Rang               | Pilote               | SUE                | MEX                | JOR                | TUR                | NZL                | POR                | BUL                | FIN                | GER                | JPN                | FRA                | ESP                | GBR                | Total points       |
| ------------------ | -------------------- | ------------------ | ------------------ | ------------------ | ------------------ | ------------------ | ------------------ | ------------------ | ------------------ | ------------------ | ------------------ | ------------------ | ------------------ | ------------------ | ------------------ |
| 1er                | Sébastien Loeb       | 18                 | 25                 | 25                 | 25                 | 15                 | 18                 | 25                 | -                  | -                  | -                  | -                  | -                  | -                  | 151                |
| 2e                 | Sébastien Ogier      | 10                 | 15                 | 8                  | 12                 | 18                 | 25                 | 12                 | -                  | -                  | -                  | -                  | -                  | -                  | 100                |
| 3e                 | Mikko Hirvonen       | 25                 | 12                 | 0                  | 15                 | 12                 | 12                 | 10                 | -                  | -                  | -                  | -                  | -                  | -                  | 86                 |
| 4e                 | Jari-Matti Latvala   | 15                 | 10                 | 18                 | 4                  | 25                 | Ab.                | 8                  | -                  | -                  | -                  | -                  | -                  | -                  | 80                 |
| 5e                 | Petter Solberg       | 2                  | 18                 | 15                 | 18                 | Ab.                | 10                 | 15                 | -                  | -                  | -                  | -                  | -                  | -                  | 78                 |
| 6e                 | Daniel Sordo         | 12                 | 0                  | 12                 | Ab.                | 10                 | 15                 | 18                 | -                  | -                  | -                  | -                  | -                  | -                  | 67                 |
| 7e                 | Matthew Wilson       | 6                  | 0                  | 10                 | 6                  | 8                  | 8                  | 2                  | -                  | -                  | -                  | -                  | -                  | -                  | 40                 |
| 8e                 | Federico Villagra    | -                  | 6                  | 6                  | 8                  | 2                  | 4                  | -                  | -                  | -                  | -                  | -                  | -                  | -                  | 26                 |
| 9e                 | Henning Solberg      | 8                  | 8                  | 2                  | 0                  | 6                  | Ab.                | 1                  | -                  | -                  | -                  | -                  | -                  | -                  | 25                 |
| 10e                | Kimi Räikkönen       | 0                  | Ab.                | 4                  | 10                 | -                  | 1                  | 0                  | -                  | -                  | -                  | -                  | -                  | -                  | 15                 |
| 11e                | Mads Østberg         | 4                  | -                  | -                  | -                  | -                  | 6                  | -                  | -                  | -                  | -                  | -                  | -                  | -                  | 10                 |
| 12e                | Per-Gunnar Andersson | 1                  | -                  | 0                  | -                  | -                  | 0                  | 6                  | -                  | -                  | -                  | -                  | -                  | -                  | 7                  |
| 13e                | Xavier Pons          | -                  | 4                  | 1                  | -                  | 1                  | 0                  | -                  | -                  | -                  | -                  | -                  | -                  | -                  | 6                  |
| 14e                | Jari Ketomaa         | -                  | -                  | -                  | 0                  | 4                  | 0                  | -                  | -                  | -                  | -                  | -                  | -                  | -                  | 4                  |
| 14e                | Frigyes Turan        | -                  | -                  | -                  | -                  | -                  | -                  | 4                  | -                  | -                  | -                  | -                  | -                  | -                  | 4                  |
| 16e                | Martin Prokop        | 0                  | 2                  | -                  | -                  | 0                  | -                  | -                  | -                  | -                  | -                  | -                  |                    | -                  | 2                  |
| 16e                | Dennis Kuipers (en)  | 0                  | -                  | -                  | 2                  | -                  | 0                  | 0                  | -                  | -                  | -                  | -                  | -                  | -                  | 2                  |
| 16e                | Khalid Al-Quassimi   | -                  | -                  | -                  | -                  | -                  | 2                  | -                  | -                  | -                  | -                  | -                  | -                  | -                  | 2                  |
| 19e                | Armindo Araujo       | 0                  | 1                  | 0                  | -                  | -                  | 0                  | -                  | -                  | -                  | -                  | -                  | -                  | -                  | 1                  |
| 19e                | Aaron Burkart        | -                  | -                  | -                  | 1                  | -                  | 0                  | -                  | -                  | -                  | -                  | -                  | -                  | -                  | 1                  |

| Couleur | Résultat                                                         |
| ------- | ---------------------------------------------------------------- |
| Or      | Vainqueur                                                        |
| Argent  | 2e place                                                         |
| Bronze  | 3e place                                                         |
| Vert    | Classé, dans les points                                          |
| Bleu    | Classé, hors des points Non classé (Nc.)                         |
| Mauve   | Abandon (Ab.) Retrait (Re.)                                      |
| Noir    | Disqualifié (Dq.)                                                |
| Blanc   | N'a pas pris le départ (Np.) Forfait (Forf.) Épreuve annulée (A) |
| Aucune  | N'a pas participé (-)                                            |

### Classement des constructeurs
| Rang | Équipe                             | Rallyes | Rallyes | Rallyes | Rallyes | Rallyes | Rallyes | Rallyes | Rallyes | Rallyes | Rallyes | Rallyes | Rallyes | Rallyes | Total points |
| Rang | Équipe                             | SUE     | MEX     | JOR     | TUR     | NZL     | POR     | BUL     | FIN     | GER     | JPN     | FRA     | ESP     | GBR     | Total points |
| ---- | ---------------------------------- | ------- | ------- | ------- | ------- | ------- | ------- | ------- | ------- | ------- | ------- | ------- | ------- | ------- | ------------ |
| 1er  | Citroën Total World Rally Team     | 30      | 31      | 40      | 25      | 30      | 33      | 43      | -       | -       | -       | -       | -       | -       | 232          |
| 2e   | BP Ford Abu Dhabi World Rally Team | 40      | 27      | 20      | 24      | 40      | 12      | 22      | -       | -       | -       | -       | -       | -       | 185          |
| 3e   | Citroën Junior Team                | 14      | 18      | 16      | 27      | -       | 31      | 19      | -       | -       | -       | -       | -       | -       | 125          |
| 4e   | Stobart M-Sport Ford Rally Team    | 14      | 14      | 16      | 12      | 18      | 10      | 14      | -       | -       | -       | -       | -       | -       | 98           |
| 5e   | Munchi's Ford World Rally Team     | -       | 8       | 8       | 10      | 6       | 8       | -       | -       | -       | -       | -       | -       | -       | 40           |